# Montigny-le-Bretonneux
Montigny-le-Bretonneux település Franciaországban, Yvelines megyében. Lakosainak száma 32 150 fő (2022. január 1.). Montigny-le-Bretonneux Bois-d’Arcy, Guyancourt, Magny-les-Hameaux, Saint-Cyr-l’École, Trappes és Voisins-le-Bretonneux községekkel határos.

## Népesség
A település népességének változása:
| Lakosok száma | 265  | 277  | 33 252 | 33 123 | 33 535 | 32 575 | 32 282 | 31 854 | 31 777 | 32 150 |
|               | 1793 | 1800 | 2014   | 2015   | 2016   | 2018   | 2019   | 2020   | 2021   | 2022   |